# L'Allégorie de la vue
L'Allégorie de la vue est un tableau de Jan Brueghel l'Ancien et Pierre Paul Rubens peint vers 1617 appartenant à une série de cinq œuvres : les Allégories des cinq sens. Cette peinture à l'huile est une allégorie de la vue et représente une grande variété d’œuvre de Pierre Paul Rubens et de son atelier. Le tableau est détenu par le musée du Prado à Madrid.

## Description
Dans un très riche décor de tableaux, de bustes sculptés et d'objets de toutes sortes (globes terrestres, sextants), Cupidon montre à Vénus une peinture de thème chrétien : la Guérison d'un aveugle-né.
L’Allégorie de la vue est datée de 1617, la signature est présente sur un papier près de Vénus. 

## Représentation des collections de l'archiduché de Bruxelles
Max Rooses est le premier à considérer que les artéfacts représentés dans l'Allégorie de la vue et L'Allégorie de la vue et de l'odorat appartiennent aux collections de l'archiduc Albert d'Autriche et sa femme Isabelle-Claire-Eugénie d'Autriche. Elle permet notamment de fournir une date terminus ante quem de La Chasse au tigre de Rubens représenté en arrière-plan du tableau. Une Bacchanale de Rubens est au premier-plan.